# Liste der Biografien/Schaz
Liste der Biografien |
Portal Biografien |
Personensuche
# |
A |
B |
C |
D |
E |
F |
G |
H |
I |
J |
K |
L |
M |
N |
O |
P |
Q |
R |
S |
T |
U |
V |
W |
X |
Y |
Z |
?
 
Sa |
Sb |
Sc |
Sd |
Se |
Sf |
Sg |
Sh |
Si |
Sj |
Sk |
Sl |
Sm |
Sn |
So |
Sp |
Sq |
Sr |
Ss |
St |
Su |
Sv |
Sw |
Sy |
Sz
 
Sca–Sce |
Sch |
Sci–Scz
 
Scha |
Schc |
Schd |
Sche |
Schg |
Schi |
Schj |
Schk |
Schl |
Schm |
Schn |
Scho |
Schp |
Schr |
Schs |
Scht |
Schu |
Schv |
Schw |
Schy
 
Schaa |
Schab |
Schac |
Schad |
Schae |
Schaf |
Schag |
Schah |
Schai |
Schaj |
Schak |
Schal |
Scham |
Schan |
Schap |
Schaq |
Schar |
Schas |
Schat |
Schau |
Schav |
Schaw |
Schax |
Schay |
Schaz
Die Liste der Biografien führt alle Personen auf, die in der deutschsprachigen Wikipedia einen Artikel haben. Dieses ist eine Teilliste mit 6 Einträgen von Personen, deren Namen mit den Buchstaben „Schaz“ beginnt.

## Schaz

### Schaza
- Schazad, Graziella (* 1983), deutsche Musikerin

### Schazk
- Schazki, Stanislaw Teofilowitsch (1878–1934), sowjetischer Pädagoge
- Schazkin, Lasar Abramowitsch (1902–1937), sowjetischer Parteifunktionär
- Schazkych, Wolodymyr (* 1981), ukrainischer Ringer

### Schazm
- Schazmann, Ferdinand (1766–1845), deutscher Jurist und Schriftsteller
- Schazmann, Paul (1871–1946), Schweizer Bauforscher und Klassischer Archäologe